# Kommissar für Digitale Wirtschaft und Gesellschaft
Der Kommissar für Digitale Wirtschaft und Gesellschaft ist ein Mitglied der Europäischen Kommission. Er war auf Ebene der Europäischen Union zuständig für die Förderung, Weiterentwicklung und Verbreitung von Informations- und Kommunikationstechnologien einschließlich der Telekommunikation. Ihm ist die Generaldirektion für Kommunikationsnetze, Inhalte und Technologien (GD Connect, CNECT) zugeordnet.

## Bisherige Amtsinhaber
| Kommissar         | Amtszeit                         | Staat       | nationale Partei | europäische Partei | Ressortbezeichnung                              | sonstige Zuständigkeiten                             |
| ----------------- | -------------------------------- | ----------- | ---------------- | ------------------ | ----------------------------------------------- | ---------------------------------------------------- |
| Henna Virkkunen   | seit 1. Dezember 2024            | Finnland    | KOK              | EVP                | Digitale- und Grenztechnologien                 | Vizepräsidentin                                      |
| Marija Gabriel    | 10. Juli 2017 – 1. Dezember 2019 | Bulgarien   | GERB             | EVP                | Digitale Wirtschaft und Gesellschaft            |                                                      |
| Andrus Ansip      | 1. Januar 2017 – 9. Juli 2017    | Estland     | RE               | ALDE               | Digitale Wirtschaft und Gesellschaft            | Digitaler Binnenmarkt, Vizepräsident                 |
| Günther Oettinger | 2014–2016                        | Deutschland | CDU              | EVP                | Digitale Wirtschaft und Gesellschaft            |                                                      |
| Neelie Kroes      | 2010–2014                        | Niederlande | VVD              | ELDR               | Digitale Agenda                                 | Vizepräsidentin                                      |
| Viviane Reding    | 2004–2010                        | Luxemburg   | CSV              | EVP                | Informationsgesellschaft und Medien             |                                                      |
| Olli Rehn         | 2004                             | Finnland    | Keskusta         | ELDR               | Informationsgesellschaft                        | Industrie                                            |
| Erkki Liikanen    | 1999–2004                        | Finnland    | SDP              | SPE                | Informationsgesellschaft                        | Industrie                                            |
| Martin Bangemann  | 1993–1999                        | Deutschland | FDP              | ELDR               | Informations- und Telekommunikationstechnologie | Industrie                                            |
| Jean Dondelinger  | 1989–1993                        | Luxemburg   | DC               | EVP                | Telekommunikation                               | Wissenschaft, Forschung und Entwicklung, Innovation  |
| Karl-Heinz Narjes | 1985–1989                        | Deutschland | CDU              | EVP                | Informationsgesellschaft                        | Vizepräsident, Industrie, Wissenschaft und Forschung |